# 温山麓圣彼得
温山麓圣彼得是奥地利上奥地利州罗尔巴赫县的一个市镇。总面积23平方公里，总人口1756人，人口密度76.3人/平方公里（2005年）。